# 1620
1620（千六百二十、せんろっぴゃくにじゅう）は自然数、また整数において、1619の次で1621の前の数である。

## 性質
- 1620は合成数であり、約数は1, 2, 3, 4, 5, 6, 9, 10, 12, 15, 18, 20, 27, 30, 36, 45, 54, 60, 81, 90, 108, 135, 162, 180, 270, 324, 405, 540, 810, 1620である。
  - 約数の和は5082。
  - 397番目の過剰数である。1つ前は1614、次は1624。
- 345番目のハーシャッド数である。1つ前は1611、次は1630。
  - 9を基とする97番目のハーシャッド数である。1つ前は1611、次は1701。
- 1620 = 22 × 34 × 5
  - 3つの異なる素因数の積で p 4 × q 2 × r の形で表せる4番目の数である。1つ前は1584、次は1872。(オンライン整数列大辞典の数列 A179669)
- 1620 = 22 + 42 + 402 = 82 + 202 + 342 = 122 + 242 + 302 = 142 + 202 + 322
  - 3つの平方数の和4通りで表せる204番目の数である。1つ前は1605、次は1621。(オンライン整数列大辞典の数列 A025324)
  - 異なる3つの平方数の和4通りで表せる187番目の数である。1つ前は1605、次は1621。(オンライン整数列大辞典の数列 A025342)
- n = 1620 のとき n と n + 1 を並べた数を作ると素数になる。n と n + 1 を並べた数が素数になる158番目の数である。1つ前は1596、次は1632。(オンライン整数列大辞典の数列 A030457)
- 1620 = 180 × 9
  - 1620°= 9π (rad)。1つ前の8πは1440°、次の10πは1800°。
  - 十一角形の内角の和は1620°である。1つ前の十角形は1440°、次の十二角形は1800°。
- 1620 = 422 − 144
  - n = 42 のときの n 2 − 122 の値とみたとき1つ前は1537、次は1705。(オンライン整数列大辞典の数列 A132766)
- 約数の和が1620になる数は8個ある。(680, 856, 890, 986, 1345, 1513, 1537, 1619) 約数の和8個で表せる7番目の数である。1つ前は1536、次は1764。

## その他 1620 に関連すること
- 西暦1620年
- 近鉄1620系電車
- IBM 1620
- 1620 kHz - 中波の周波数の1つで、主に路側放送で使われる。